# کرت کوبین
کرت دانلد کوبین (انگلیسی: Kurt Donald Cobain؛ ۲۰ فوریهٔ ۱۹۶۷ – ح. ۵ آوریل ۱۹۹۴) موسیقی‌دان آمریکایی بود. او یکی از بنیان‌گذاران گروه موسیقی راکِ نیروانا بود که به‌عنوان خوانندهٔ اصلی، گیتاریست و به‌خصوص ترانه‌نویس این گروه فعالیت می‌کرد. او به‌واسطهٔ سبک ترانه‌نویسی انگست و شخصیت ضدِ وضعِ موجودش مشهور بود و آثارش قاعده‌های ادبیِ مضمونی موسیقی راکِ جریان اصلی را گسترش داد. او به‌عنوان سخنگوی نسل ایکس شناخته می‌شد و یکی از تأثیرگذارترین موسیقی‌دانان آلترناتیو راک دانسته می‌شود.
او در سال ۱۹۸۵ به همراه کریست ناواسلیک گروه نیروانا را بنیان گذاشتند. اولین آلبوم نیروانا با نام بلیچ در سال ۱۹۸۹ منتشر شد. آن‌ها پس از انتشار دومین آلبوم‌شان با عنوان مهم نیست (۱۹۹۱) تبدیل به یک گروه پُرفروش و نامدار در سطح بین‌المللی شدند. مهم نیست با تک‌آهنگ موفق «بوی روح نوجوانی می‌ده» اولین آلبوم با سبکی مشتق از پانک بود که محبوبیت عام پیدا کرد و مورد توجه عمدهٔ مخاطبان موسیقی قرار گرفت.
در سال ۱۹۹۲ کوبین با کورتنی لاو خواننده و رهبر گروه هول ازدواج کرد. آن‌ها مدتی بعد صاحب یک فرزند دختر شدند که فرنسیس بین نام گرفت. کوبین از موفقیت تجاری نیروانا، جنجالی که همواره در حاشیه نیروانا در جریان بود و سرک کشیدن رسانه‌ها به زندگی خصوصی‌اش ناراضی بود. او سال‌های پایانی زندگی‌اش را با مشکلاتی همچون اعتیاد به مواد مخدر، افسردگی و نابسامانی‌های زندگی زناشویی سپری کرد. در سال ۱۹۹۳ سومین و آخرین آلبوم استودیویی نیروانا با عنوان در رحِم روانهٔ بازار شد که در واقع بیان اعتراض او به شرایط موجود بود.
در ۸ آوریل ۱۹۹۴ جسد کرت کوبین با مغز متلاشی شده و یک شات گان در کنارش در خانه‌اش یافت شد و در مدارک رسمی پلیس علت مرگ، خودکشی اعلام شد.

## کودکی و نوجوانی

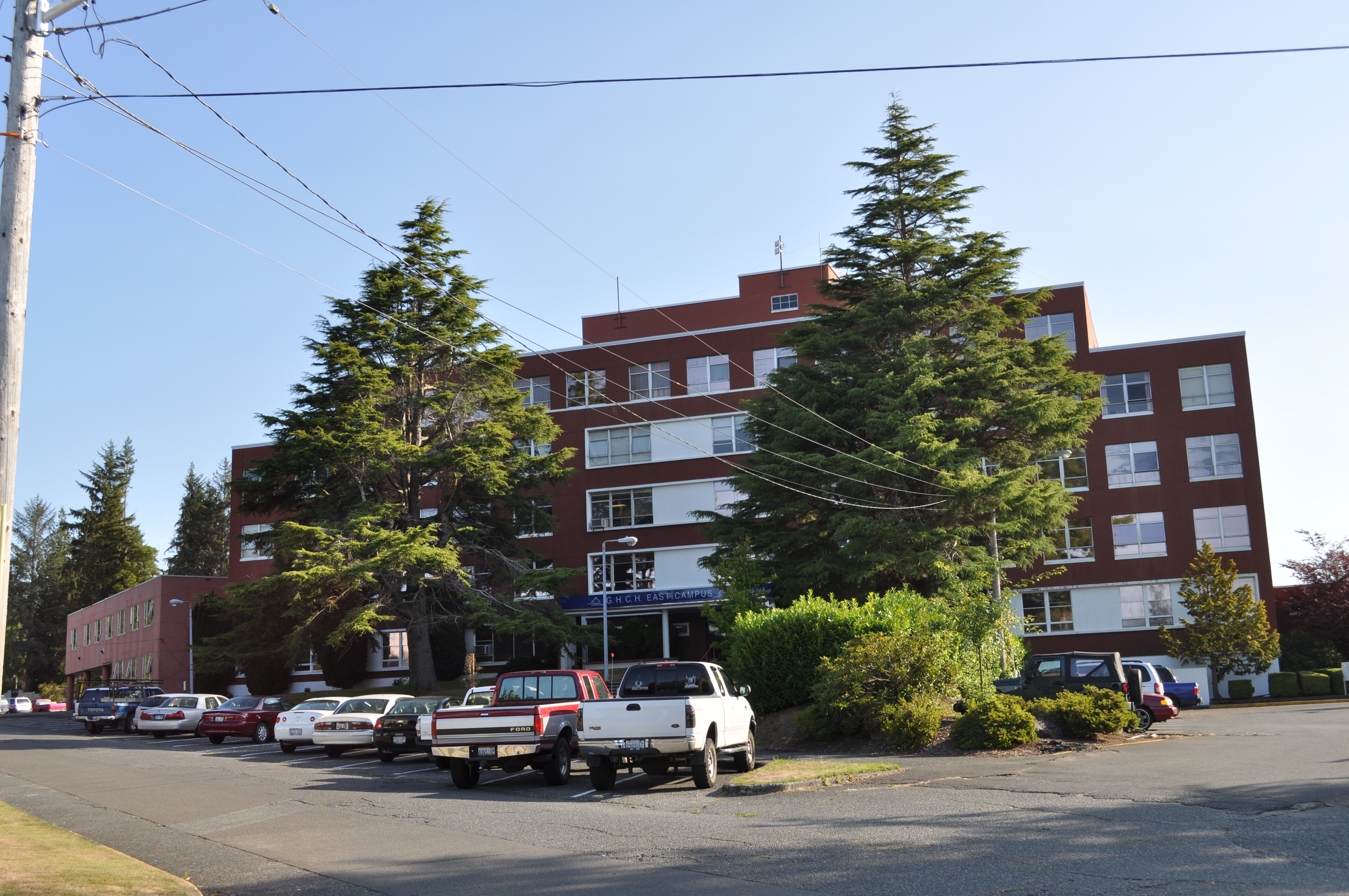
بیمارستان گریز هاربر ابردین

کرت کوبین در ۲۰ فوریه ۱۹۶۷ در بیمارستان گریز هاربر ابردین به دنیا آمد در زمان تولد او خانواده‌اش در هُوْکواِم، شهر کوچکی در ۱۴۰ کیلومتری جنوب غربی سیاتل، واشینگتن در ایالت واشینگتن ساکن بودند. پدر کرت از هُوْکواِم به عنوان شهری غم‌زده و تک‌افتاده در سواحل غربی آمریکا یاد کرده‌است. مادرش وندی اکانر، پیشخدمت و پدرش دانلد کوبین، مکانیک بود. زمانی که کرت شش‌ماهه بود خانواده‌اش به ابردین نقل مکان کردند. او در دوران کودکی ازبیش فعالی رنج می‌برد و پزشکان برای او داروهای آرامبخشی مثل ریتالین تجویز می‌کردند که بی اثر بود.کنترل انرژی کرت برای خانواده او خصوصاً پدرش معضل بزرگی بود و پدرش اغلب او را برای این موضوع مسخره می‌کرد. این برخوردهای دون کوبین تأثیر منفی بر روی روحیه حساس کرت می‌گذاشت.
او که تا سه سالگی مورد توجهی خاص از سوی پدر و مادرش در خانواده بود، پس از تولد خواهرش کمتر مورد توجه قرار گرفت. در سال ۱۹۷۵ مدتی پس از تولد خواهرش کیم و زمانی که کرت نه سال بیشتر نداشت پدر و مادرش از هم جدا شدند. این ماجرا اثرات نامطلوبی بر رشد روانی کوبین در نوجوانی گذاشت، تا حدی که بعدها طلاق پدر و مادرش را به «زخمی در زندگی» اش تشبیه کرد. پس از آن کوبین به‌همراه پدرش به مونتسانو نقل مکان کردند و برای ادامهٔ تحصیل وارد «مدرسهٔ ابتدایی بیکِن» شد. پس از مدتی دانلد کوبین دوباره ازدواج کرد و کرت هیچ‌گاه نتوانست با نامادری جدیدش و بعدها خواهر و برادرهای ناتنی حاصل از این این ازدواج رابطه عاطفی برقرار کند و با آنها بدبرخورد می‌کرد و این رفتارها و مشکلات او باعث شد نامادری اش از پدر کرت بخواهد او را از خانه بیرون کند. او پس از جدایی والدینش مدتی در منزل خویشاوندان سرگردان بود و دچار ضربه روانی عمیقی شد که آثارش در رفتارهای ضد اجتماعی دوران نوجوانی‌اش بارز بود و بعدها تأثیرش را در موسیقی نیروانا نشان داد.
کرت در این دوره به مصرف ماری جوآنا برای فرار از مشکلاتش و رسیدن به آرامش روانی روی آورد.
ترانهٔ «قاچ» از آلبوم بلیچ منعکس‌کننده بخشی از زندگی او در دوران جدایی والدینش است. ترانهٔ «چیزی مانع در راه» از آلبوم مهم نیست در واقع اشاره به دوران آوارگی اوست. البته خواهر کرت بعدها در مصاحبه ای گفت که کرت علاقه زیادی به داستان سرایی برای جلب توجه داشته و چنین آوارگی که از آن صحبت کرده، اتفاق نیفتاده و کرت خودش به داستان‌های زندگی اش شاخ و برگ می‌داده. کرت بعدها که دربارهٔ زندگی‌اش صحبت می‌کرد گفت: آن زمان یادم می‌آید بابت پدر و مادرم شرمنده بودم و از دوستانم در مدرسه خجالت می‌کشیدم.
کرت در ابتدا به موسیقی گروه‌هایی همچون بیتلز و مانکیز علاقه داشت ولی پس از مدتی به کیس، سکس پیستولز، بلک سبت و کلَش علاقه‌مند شد. در سن ۱۲ سالگی تصویری از گروه سکس پیستولز در مجلهٔ موسیقی کریم نظرش را جلب کرد و بعداً در مصاحبه‌ای گفت بعد از دیدن آن عکس دوست داشته در یک گروه پانک عضو باشد. در روز تولد ۱۴ سالگی‌اش اولین گیتارش را از سوی دایی اش هدیه گرفت و پس از آن‌که فقط یک جلسه نزد شخصی برای آموزش رفت، به شیوه خودش و بدون آموزگار شروع به نواختن کرد. در همان‌سال یک فیلم سوپر ۸ با نام «خودکشی خونبار کرت» از خودش درست کرد که طی آن با لبهٔ یک بطری نوشابهٔ شکسته به‌صورت نمایشی رگ مُچ دست‌اش را می‌برید و در میان خون تقلبی که در صحنه ریخته بود به‌خود می‌پیچید. همچنین در قسمتی از مستند زندگی اش صدایی از او پخش می‌شود که در سال ۱۹۸۸ نخست مطالب آن را در دفترچه خاطراتش نوشته و بعد با صدای خودش ضبط کرده و درآن دربارهٔ برنامه شکست خورده اش برای خودکشی روی ریل قطار صحبت می‌کند. پس از مدتی به موسیقی گروه‌های راک سیاتلی علاقه‌مند شد و مدتی هم به عنوان نیروی کمکی پشت صحنه، گروه محلی ملواینز را همراهی می‌کرد.
زمانی که وارد دبیرستان شد به‌خاطر دوستی با یکی از دانش‌آموزان که همجنس‌گرا بود مورد آزار و طعنهٔ دیگران قرار می‌گرفت. این اتفاق باعث شد بعدها در آثارش به انتقاد همجنسگراهراسی و تبعیض جنسی بپردازد. در بخشی از فیلم دربارهٔ یک پسر که در سال ۲۰۰۸ به کارگردانی AJ Schnack منتشر شد گفتگویی در این مورد وجود دارد که کوبین آن‌جا گفته‌است: «من شروع به افتخار کردن به هم‌جنس‌گرا بودن در برابر آن‌ها کردم. گرچه واقعاً نبودم.» او یکبار هم در نوزده سالگی به‌خاطر نوشتن جملهٔ «خدا گِی است» با اسپری بر در و دیوار شهر، توسط پلیس ابردین بازداشت شد. وی در آثارش به همجنس‌گراها هم پرداخته و نقل‌قولی از او هست که در دفاع از آن‌ها گفته‌است: من گِی نیستم، گرچه‌ای کاش بودم فقط برای این‌که حال هوموفوب‌ها را بگیرم.
زمانی‌که متوجه شد که نمره‌های‌اش برای دریافت مدرک کافی نیستند دو هفته قبل از آن‌که از دبیرستان فارغ‌التحصیل شود ترک تحصیل کرد.
در سال ۱۹۸۵ از طریق دوست‌اش رابرت ناواسلیک-برادر کریست ناواسلیک- با ناواسلیک آشنا شد که مانند خودش طرفدار موسیقی پانک بود. در همان زمان کوبین در گروه فیکال مَتِر عضو بود که اولین گروه او محسوب می‌شد. مدتی بعد و پس از آن‌که کوبین چندبار ایدهٔ تشکیل یک گروه موسیقی را مطرح کرد، ناواسلیک با پیشنهاد او موافقت کرد.

## نیروانا
در سال ۱۹۸۵ کرت و کریست در ابتدا گروهی با نام «د استیف وودیز» تشکیل دادند که کوبین در آن نوازندهٔ درامز بود، ناواسلیک باس می‌زد و افراد مختلفی هم به‌عنوان خواننده و گیتاریست با آن‌ها هم‌کاری می‌کردند. آن‌ها با همان سرعتی که خواننده و گیتاریست عوض می‌کردند نام‌شان را هم عوض می‌کردند و این قبل از آن بود که کوبین خواننده و گیتاریست اصلی گروه شود. زمانی‌که نام‌شان را به «اسکید راو» تغییر دادند ترکیب ۳نفره‌شان ثابت شده بود و آرِن بارکهارد به عنوان درامر به کرت و کریست پیوسته‌بود. در سال ۱۹۸۶ بارکهارت جای‌اش را به چد چنینگ داد و در سال ۱۹۸۷ «نیروانا» به‌عنوان نام ثابت گروه انتخاب شد.
در سال ۱۹۸۷ نیروانا ۱۰ دمو را به تهیه‌کنندگی جَک اِندینو ضبط کردند و پس از آن‌که اِندینو دموها را به جاناتان پانِمَن-از بنیان‌گذاران شرکت نشر سیاتلیِ ساب پاپ- ارائه کرد پانِمَن موافقت کرد با آن‌ها قرارداد امضا کند. در دسامبر ۱۹۸۸ اولین تک‌آهنگ نیروانا با نام «وزوز عشق» که در اصل متعلق به گروه پاپ هلندی شاکینگ بلو بود با برچسب ساب پاپ منتشر شد.
نیروانا اولین آلبوم استودیویی‌اش با نام بلیچ را در ژوئن ۱۹۸۹ روانهٔ بازار کرد. پس از انتشار بلیچ یک تور در سطح ایالات متحده و اولین اجرای خارج از آمریکای‌شان را در نیوکاسل انگلستان برگزار کردند. گروه با درامرهای مختلف کار کرد تا این‌که دیو گرول به نیروانا پیوست. در سپتامبر ۱۹۹۱ گروه آلبوم مهم نیست را به بازار عرضه کرد. این آلبوم برای نیروانا به موفقیتی بزرگ تبدیل شد، فقط در آمریکا بیش از ۱۰٬۰۰۰٬۰۰۰ و در سطح بین‌المللی ۲۶٬۰۰۰٬۰۰۰ نسخه از آن به‌فروش رسید. مهم نیست دنیای موسیقی راک را متحول کرد و گرانج و پانک راک را به جریان اصلی موسیقی راک تبدیل کرد.

## زندگی شخصی
در فوریهٔ ۱۹۹۲ کرت با کورتنی لاو که در آن زمان حامله بود ازدواج کرد و شش ماه بعد صاحب دختری به نام فرنسیس بین شدند. کوبین نام فرنسیس را به‌خاطر علاقه‌اش به فرنسیس مک‌کی، خوانندهٔ گروه اسکاتلندی وَزلینز برای دخترش انتخاب کرد. مایکل استایپ پدرخواندهٔ فرنسیس بین است.
کرت و کورتنی هردو در آن زمان معتاد به هروئین بودند. گرچه لاو بعداً ادعا کرد زمانی که متوجه شده باردار است اعتیادش را کنار گذاشته‌است.
نشریهٔ آبزرور در سال ۲۰۰۴ در مقاله‌ای که در آستانهٔ ۱۰امین سالگرد مرگ کرت کوبین منتشر کرد، با اشاره به وجود بعضی شباهت‌ها در زندگی و خصوصیات فردی او با سید ویشس و الگوگیری کوبین از کاراکتر ویشس، نوشته‌است که کوبین اولین باری که با کورتنی لاو ملاقات کرد او را خیلی شبیه به دوست‌دختر ویشس نانسی اسپانگن-که سید ویشس به‌خاطر احساس گناه در مورد مرگ او خودکشی کرد- تصور کرد و ملاقات با لاو باعث شد نوعی حس انتقام‌جویی در کوبین زنده شود.
کوبین شخصیت درون‌گرا، پیچیده و بسیار حساسی داشت. از خودش، موفقیت بی‌نظیری که به‌عنوان یک ستاره موسیقی به‌دست آورده بود و هیاهوی بزرگی که همواره در حاشیه نیروانا و زندگی خصوصی‌اش در جریان بود گریزان بود. طبق ادعای خودش به‌خاطر بیماری زخم معده-که واقعاً به آن مبتلا بود- و برای تسکین درد به هروئین پناه برد، اما به‌نظر می‌آید آنچه که او واقعاً در جستجوی‌اش بود رسیدن به آرامش روانی بود.
مایکل آزارد نویسندهٔ کتاب «همان‌طور که هستی بیا: داستان نیروانا» در مورد کوبین گفته‌است: او بسیار باهوش، دوست‌داشتنی، سخاوتمند و حساس به‌خود بود و شاید برای تجارتی که وارد آن شده‌بود کمی بیش از حد نازنین و حساس.
به نظر دَنیل هاوس یکی از دوستان کوبین که موزیسین و مالک یک شرکت نشر موسیقی در سیاتل است، اگر کوبین مشهور نمی‌شد، هیچ اتفاقی برای‌اش نمی‌افتاد. او دراین‌باره گفته‌است: زمانی‌که نیروانا به محبوبیت رسید کرت دچار نوعی سردرگُمی شد. موسیقی او بسیار شخصی بود و ازدحام هواداران برای شنیدن آثار نیروانا برای‌اش شگفت‌انگیز بود.
البته دوست دختر او بعدها در مصاحبه ای گفت که کرت هنگامی که در ابتدای راه خود بود و در بارها و کلاب‌ها به اجرا می‌پرداخت، از وضع خود ناراضی بوده و ادعا می‌کرده که می‌خواهد اجراهایی با تماشاگرهای بیشتر داشته باشد و طبق گفته همسرش می‌خواسته بهترین خواننده دنیا باشد. به نظر می‌رسید او شغلش را دوست داشته ولی شهرتی که در مدت زمان کوتاهی برای گروه آنها به‌وجود آمد، همه اعضای گروه را سردرگم کرد ولی وضع کرت بدتر از بقیه بود چون قبل از شهرت هم او هرویین مصرف می‌کرد و در این دوره معتاد شده بود.
یک‌سال قبل از آن‌که کوبین و خانواده‌اش به خانه‌ای که او در آن‌جا خودکشی کرد بروند، روزنامه‌نگاری که برای گفتگو به آپارتمان اجاره‌ای آن‌ها رفته‌بود گفته‌بود که کوبین جملهٔ «هیچ‌کدام از شما هرگز درونیات من را نخواهد فهمید» را روی یکی از دیوارهای آپارتمان‌شان دیوارنویسی کرده‌بود.
در چند مورد درگیر پرونده‌های قضایی و اعتیاد به مواد مخدر شد. در سال ۱۹۹۲ و در پی چاپ مطلبی در مجلهٔ ونیتی فیر که در آن از قول کورتنی لاو گفته‌شده بود او در زمان بارداری مخدر مصرف می‌کرده، دادگاه رای به عدم صلاحیت والدین برای نگهداری کودک‌شان داد. آن‌ها پس از چند ماه کشمکش‌های قانونی موفق شدند نظر مساعد مسئولان را برای سرپرستی فرزندشان جلب کنند.
در ژوئیه سال ۱۹۹۳ پلیس بعد از آن‌که در جریان یک دعوای خانوادگی قرار گرفت کوبین را بازداشت کرد. لاو به پلیس گفته‌بود که لیوانی را به سمت صورت کوبین پرتاب کرده و کوبین او را هُل داده، روی زمین انداخته و می‌خواسته خفه‌اش کند. آن‌ها پس از انتقال او به زندان کینگ کانتری واشینگتن، به‌دلیل فقدان شواهد و مدارک کافی و با پرداخت وثیقهٔ ۹۵۰ دلاری آزادش کردند.
در سال ۱۹۹۲ و در پی ماجرایی که طی آن ۲ نفر در حالی که دختری را مورد تجاوز جنسی قرار داده بودند ترانه «پالی» را خوانده بودند، کوبین متنی را در کتابچهٔ همراه آلبوم بعدی نیروانا با نام زنا منتشر کرد که آن اتفاق را محکوم کرده‌بود و گفته‌بود پس از آن‌که متوجه شده چنین افرادی در میان هواداران‌شان وجود دارند دوران سختی را گذرانده‌است. کوبین نمی‌توانست خودش را با چنین شهرتی که به‌دست آورده بود مطابقت دهد و از ابراز احساسات مخاطبان گریزان بود. او یک‌بار گفته‌بود «مشهور» آخرین چیزی‌ست که می‌خواهم باشم و ساخت موسیقی خوب در اولویت من است.
او در ۱۳ مارس ۱۹۹۴ ساعت ۸:۴۵ صبح، در اعتراض به شهرت و ثروتی که دچارش شده بود در حالتی روان پریشانه تمام اثاثیه لوکس خانه‌اش را با تبر در هم کوبید و از بین برد.

## مرگ
هم‌زمان با تور موسیقی که گروه نیروانا در سال ۱۹۹۴ در اروپا برگزار کرد کوبین فرصت آن را می‌یافت تا زمان استراحت‌اش را همراه با خانواده‌اش در شهرهای مختلف کشورهای اروپایی سپری کند. در ۳ مارس ۱۹۹۴ کوبین در سوئیت شمارهٔ ۵۴۱ هتلی در رم ایتالیا بر اثر استفاده هم‌زمان الکل و دارو به کُما رفت. حدود ساعت ۵:۳۰ بامداد روز بعد زمانی‌که کورتنی لاو از خواب بیدار شد کوبین را بیهوش در کف اتاق یافت. لاو بعدها گفت که کرت بیش از حد حساس بود و زمانی او به خیانت به کرت فکر کرده ولی هیچ وقت آن را انجام نداده و دلیلی که کرت آن شب را برای گرفتن جان خودش انتخاب کرده بود، فهمیدن این موضوع بود. لاو او را به بیمارستان رساند و به‌این‌ترتیب کوبین از مرگ نجات پیدا کرد.
پس از بازگشت به ایالات متحده کوبین گوشه‌گیر شد و بیشتر وقت‌اش را در تنهایی می‌گذراند. در ۱۸ مارس لاو طی تماس تلفنی با پلیس سیاتل از آن‌ها در مورد «خطر احتمال خودکشی همسرش» درخواست کمک کرد. طبق گزارش پلیس، کوبین خودش را داخل کُمُدی حبس کرده‌بود که تعدادی جنگ‌افزار و مقادیری دارو در آن‌جا وجود داشت. کوبین پس از خاتمهٔ ماجرا گفت که او قصد نداشته خودش را بکُشد و لاو به‌خاطر قفل بودن در کُمُد چنین تصوری داشته‌است. در پی آن اتفاق مأموران پلیس برای اطمینان بیشتر اسلحه و داروها را با خود بردند. در میان ۴ اسلحه‌ای که آن‌ها از کوبین ضبط کردند یک قبضه پیستول نیمه‌خودکار اِی-آر ۱۵ هم وجود داشت.
پس از آن کورتنی لاو جمعی از دوستان‌شان از جمله مادر کرت را در خانه‌شان گردهم آورد تا کوبین را متقاعد کنند که اعتیادش را ترک کند. مادر کرت می‌گفت وقتی به خانه آنها رسید، کرت گریه می‌کرده و خجالت زده بوده که مادرش او را در آن حال می‌دیده. حتی مدیر برنامه‌های نیروانا کوبین را تهدید کرد که اگر خودش را پاک نکند، او و گروه‌اش را از لیست برنامهٔ کاری‌اش حذف خواهد کرد. به‌این شکل بود که کوبین راضی شد تحت درمان قرار بگیرد و در تاریخ ۳۰ مارس او را در مرکز ترک اعتیادی در لس‌آنجلس بستری کردند. اما کوبین پس از ۴۸ ساعت از آن‌جا گریخت و در پی زنجیره‌ای از اتفاق‌های مرموز به سیاتل، واشینگتن برگشت و در ۵ آوریل ۱۹۹۴ اقدام به خودکشی با تفنگ ساچمه‌زنی کرد.
اسلحه‌ای که کوبین با آن خودکشی کرد یک تفنگِ ساچمه‌زنی رمینگتون بود که آن را یکی از دوستان‌اش به نام دیلن کارلسون به او داده بود. کارلسون آن اسلحه را در ۳۰ مارس همان‌سال خریده‌بود و کوبین اسلحه را تحت عنوان محافظت از منزل‌اش از کارلسون گرفته‌بود. او به کارلسون گفته بود اسلحه‌ای می‌خواهد که صدا و قدرت انفجاری زیادی نداشته باشد تا در موقعی که استفاده‌اش لازم شد باعث آشفتگی اهالی خانه نشود.
کوبین از ۱ آوریل که از مرکز درمانی گریخته‌بود به‌مدت یک‌هفته ناپدید شده بود. در تاریخ ۴ آوریل مادرش با مراجعه به پلیس سیاتل گزارش مفقود شدن او را داده‌بود و کورتنی لاو برای یافتن او کارآگاه خصوصی استخدام کرده‌بود. یکی از دست‌اندرکاران کمپانی برادران وارنر گفته‌است پس از آن‌که کوبین از مرکز ترک اعتیاد گریخت یکی از اعضای گروه فیث نو مور کوبین را در یکی از خیابان‌های لس‌آنجلس می‌بیند و سعی می‌کند او را سوار ماشین‌اش کند و به بیمارستان برگرداند. زمانی‌که ماشین حامل آن‌ها در بزرگراه در مسیر بازگشت بوده کوبین تلاش می‌کرده از ماشین بیرون بپرد.
در بعدازظهر یکشنبه ۴ آوریل کوبین به‌همراه ۲ شخص ناشناس در رستوران کاکتوس حوالی مدیسون پارک سیاتل دیده‌شده بود. بانویی که در آن‌جا حضور داشته بعداً گفته‌بود که کوبین را در حالی که داشته ته بشقاب‌اش را لیس می‌زده دیده‌است. صاحب رستوران هم گفته زمانی که کوبین خواست پول غذای‌اش را پرداخت کند متوجه شد که کارت اعتباری‌اش مسدود شده‌است.
جسد کوبین حدود ساعت ۸:۴۰ بامداد جمعه ۸ آوریل ۱۹۹۴ (سه روز پس از مرگش) در گُلخانهٔ بالای گاراژ خانه‌اش در مجاورت دریاچهٔ واشینگتن، توسط برقکاری به نام «گَری اسمیت» که برای نصب تجهیزات ایمنی به منزل کوبین رفته‌بود یافت شد. زمانی که اسمیت به خانهٔ کوبین مراجعه کرد و کسی در را بروی‌اش نگشود به گشت‌زنی در اطراف منزل و سرک کشیدن به‌داخل، از میان پنجره‌ها مشغول شد. او ابتدا فکر کرد جسد کوبین چیزی شبیه‌به مجسمهٔ یک مانکن است که روی زمین افتاده ولی پس از دیدن خونی که از گوش جنازه روی زمین ریخته‌بود متوجه ماجرا شد و با پلیس تماس گرفت. طبق اظهارات اسمیت، تفنگِ ساچمه‌زنی روی قفسهٔ سینه و لوله‌اش به سمت چانهٔ جسد قرار داشته‌است. به‌خاطر این‌که صورت جسد متلاشی شده‌بود پلیس سیاتل پس از انگشت‌نگاری از آن اعلام کرد که جنازه متعلق به کرت کوبین است.
قبل از آن‌که گزارش سم‌شناسی جسد در مطبوعات منتشر شود، کورتنی لاو اعلام کرد که کوبین پیش از آن‌که ماشه را بکشد مخدر مصرف کرده بوده‌است. موضوع خودکشی کرت هنوز هم شک برانگیز است و بسیاری از معتقدند او توسط همسرش کورتنی لاو به قتل رسیده. طبق شواهد، آنها در آن زمان در حال انجام کارهایشان برای طلاق بودند و کورتنی نمی‌خواست از شهرت و ثروتی که کرت داشته دست بکشد. از طرفی روی تفنگی که روی جنازه کوبین پیدا شد، هیچ جای اثرانگشتی وجود نداشت و بعد از کالبد شکافی بدن او و پیدا کردن میزان هرویینی که او مصرف کرده بوده، تعدادی از پزشکان نظر دادند که با مصرف این میزان هرویین، کرت قاعدتاً توان دست گرفتن تفنگ و کشیدن ماشه را نداشته. وصیت نامه ای که به او نسبت داده می‌شود هم بحث‌برانگیز بوده و چندین گروه متخصص خطوط پایانی وصیتنامه او را با بقیه نامه مطابقت دادند و گفتند شخصی که خطوط پایانی را نوشته قطعاً با شخصی که بقیه نامه را نوشته متفاوت بوده و با حذف خطوط پایانی، بقیه نامه را می‌توان صرفاً نامه ای برای خداحافظی کرت از گروه نیروانا دانست. با این وجود پلیس در مدارک رسمی اش، مرگ او را خودکشی اعلام کرد.
همان‌طور که می‌خواست جسدش را سوزاندند و مقداری از خاکسترش را به‌همراه تعدادی از وسایل مورد علاقه‌اش داخل یک استوپای چوبی قرار دادند و به یکی از زیارتگاه‌های بودائیان در نیویورک سپردند و بقیه‌اش را در رودخانهٔ ویشکا در ایالت واشینگتن پراکندند. در ژوئن سال ۲۰۰۸ کورتنی لاو ادعا کرد مقداری از خاکستر همسرش که او آن را در محلی مخفی در خانه‌اش در هالیوود نگهداری می‌کرده از او دزدیده شده‌است.
در بالای وصیت‌نامه‌ای که به کوبین نسبت داده می‌شود و در کنار جسدش یافت شد، کلمهٔ بزرگ بودا جلب توجه می‌کند. بودا نام دوست خیالی کوبین در دوران کودکی‌اش بود.

## پس از مرگ
خودکشی (مشکوک) وی موجی از شوک روانی در میان میلیون‌ها تن از هواداران موسیقی راک بَرپا کرد. شبکهٔ اِم‌تی‌وی پخش برنامه‌های معمول‌اش را قطع کرد و بینندگان‌اش به‌ناگاه تصویر کرت لادر را روی صفحهٔ تلویزیون‌شان مشاهده‌کردند که با حالتی محزون خبر مربوط به مرگ کوبین را اعلام کرد. در سیاتل، واشینگتن هزاران نفر از هوادارانش گرد هم آمدند و با روشن کردن شمع و آوازخوانی یاد او را گرامی داشتند. هواداران طی تماس‌های مکرر با ایستگاه‌های رادیویی محلی از آن‌ها خواسته‌بودند که در مورد مراسم شبانهٔ دعا و شمع‌افروختن شنبه‌شب اطلاع‌رسانی کنند. بخشی از جمعیت آشفته با سردادن سرودهای اعتراضی و آتش زدن پیراهن‌های‌شان با نیروهای پلیس درگیر شدند. آنها معتقد بودند که کوبین نباید صنعت موسیقی را از وجود خودش محروم می‌کرده. آن‌ها همچنین نوار کاستی را که در آن کورتنی لاو متن خودکشی منتسب به کوبین را قرائت کرده‌بود گوش می‌کردند. لاو که ظاهراً متأثر شده‌بود و جمله‌های‌اش را با هق‌هق ادا می‌کرد پس از پایان متن با عصبانیت کوبین را asshole خطاب می‌کرد و از حضار می‌خواست که آن عبارت را بعد از او با صدای بلند تکرار کنند.
در آمریکا، استرالیا، ژاپن و چندین کشور اروپایی نوجوانان و جوانان دست به خودکشی زدند و تا هفته‌ها بعد تصاویر کرت کوبین در تلویزیون‌های آمریکا و ترانه‌هایش در رادیوهای این کشور مرتباً پخش می‌شد.
تابیتا سورن خبرنگار اِن‌بی‌سی که قبل از آن‌که جسد کوبین را از گلخانهٔ محل مرگ‌اش خارج کنند در آن‌جا حضور یافته‌بود مواردی مانند تجمع هواداران در محل و بهت و حیرت‌شان، کورتنی لاو که متن نامهٔ خودکشی را با صدای بلند برای آن‌ها می‌خواند و بیرون کشیدن جنازه کوبین را در گفتگوی‌اش با اِم‌تی‌وی به‌خاطر می‌آورد.
مدت کوتاهی پس از مرگ کرت کوبین، سایر اعضای گروه یک ترانه ناتمام را منتشر کردند و چند آلبوم برگزیده‌آثار و قطعات منتشرنشده تحت نام نیروانا منتشر شد. آلبوم آنپلاگد نیروانا که ۷ ماه پس از مرگ کوبین منتشر شد فقط در آمریکا بیش از ۵ میلیون نسخه فروش کرد، در ۷ کشور به صدر جدول پرفروش‌ترین‌ها راه یافت و جایزهٔ گرمی بهترین آلبوم آلترنتیو سال را از آن خود کرد.
زندگی کرت کوبین موضوع فیلم مستندی به نام کرت و کورتنی بود که در سال ۱۹۹۸ توسط نیک بومفایلد ساخته شد و قرار بود در جشنوارهٔ فیلم ساندنس نمایش داده‌شود اما با تهدید برگزارکنندگان جشنواره توسط کورتنی لاو مبنی بر شکایت قانونی در صورت نمایش فیلم، آن‌ها از اکران فیلم صرف‌نظر کردند. «کرت و کورتنی» شامل مصاحبه‌هایی است که با آشنایان کوبین انجام شده و برخی از آن‌ها مانند بخش گفتگو با کورتنی لاو و پدرش هَنک هَریسن تا حدودی جنجال‌برانگیز هستند. در یکی از بخش‌های فیلم راز رِزابک (موزیسین و دوست‌پسر قبلی لاو) ادعا می‌کند که لاو به او پیشنهاد داده بوده تا در ازای دریافت ۵۰٬۰۰۰ دلار کرت کوبین را مورد ضرب و شتم قرار دهد.
گاس ون سنت نیز فیلمی با عنوان آخرین روزها دربارهٔ وی ساخته‌است. دربارهٔ کرت و گروه نیروانا کتاب‌های بسیاری نوشته شده که از میان آن‌ها می‌توان به «سنگین‌تر از بهشت» (۱۹۹۱) نوشتهٔ چارلز آر. کراس اشاره‌کرد. کراس این کتاب را پس از چهار سال تحقیق و براساس ۴۰۰ مصاحبه‌ای که انجام داده نگاشته‌است.
همچنین مستندی در سال ۲۰۱۵ دربارهٔ زندگی کرت کوبین از بدو تولد تا مرگ او اکران شد که در آن با مادر، پدر، نامادری، خواهر، دوست دختر پیشین کرت و درنهایت همسرش گفتگو انجام می‌شود، نام این مستند montage of heck برگرفته از نام یکی از نوارهایی بوده که خود کرت در زمان نوجوانی تنظیم کرده و در قسمتی از فیلم نشان داده می‌شود. بعد از این مستند آن آهنگ با همین نام منتشر می‌شود.
مجلهٔ رولینگ استون در سال ۲۰۰۳ و در رده‌بندی ۱۰۰ گیتاریست برتر تمامی دوران، کرت کوبین را در رتبه ۱۲ قرار داد. رولینگ استون همچنین در رده‌بندی «۱۰۰ خوانندهٔ برتر تمامی دوران»، جایگاه ۴۵ام را به کوبین اختصاص داده‌است.همچنین نام چهارتا از آهنگ‌های نیروانا در فهرست صد آهنگ برتر تاریخ از نظر مجله رولینگ استون به چشم می‌خورد که آهنگ (بوی حس نوجوونی میده) با رتبه نه، بالاترین آهنگ آنها در این لیست محسوب می‌شود. کرت خود این آهنگ را سروده بود و بقیه اعضای گروه صرفاً در تکمیل آن در مرحله پایانی نقش داشتند.

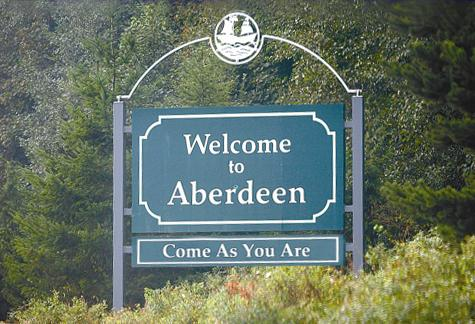
نمایی از تابلوی خوشامدگویی شهر اَبردین

در سال ۲۰۰۵ تابلوی خوشامدگویی در یکی از ورودی‌های شهر ابردین زادگاه کوبین نصب شد که روی آن عبارت «به اَبردین خوش‌آمدید» و در پایین‌اش جملهٔ «همان‌طور که هستی بیا» برگرفته از نام یکی از ترانه‌های مشهور نیروانا درج شده بود. در مراسم نصب تابلو علاوه بر لِلَند کوبین-پدربزرگ کرت- تعدادی از هواداران حتی از ایالت کلرادو و کشور اسپانیا در محل حضور داشتند. مراحل پیشنهاد و نصب این تابلو از طرف «کمیتهٔ یادبود کوبین» که در سال ۲۰۰۴ تشکیل شده‌است، انجام شد. در سال ۲۰۰۹ این کمیته تصمیم گرفت یک پارک یادبود و یک مجموعهٔ فرهنگی برای پرورش استعدادهای موسیقی جوانان ابردین ایجاد کند.
در سال ۲۰۰۶ کوبین با فروش ۵۰٬۰۰۰٬۰۰۰ دلاری آثارش به‌عنوان «پردرآمدترین ستارهٔ مُردهٔ دنیا» معرفی شد. این عنوان از سال ۲۰۰۱ تا ۲۰۰۵ در اختیار الویس پریسلی بود.
در سال ۲۰۰۷ کورتنی لاو تصمیم گرفت بخشی از وسایل کرت کوبین را در حراج کریستی بفروشد. او در این‌باره گفته‌بود: خانهٔ من شبیه یک آرامگاه شده و دختر من نیازی به یک کیسهٔ بزرگ پر از وسایلی مانند انواع تی‌شرت، ژاکت، یک گیتار و دست‌نوشتهٔ آهنگ «بوی روح نوجوونی میده» ندارد. این‌ها چیزهایی هستند که فرنسیس، آن خواهد شد و من فقط می‌خواهم همهٔ آن وسایل لعنتی را ردشان کنم.
در سال ۲۰۰۸ یک گیتار فندر ماستنگ که کوبین در پایان یکی از اجراهای نیروانا آن را شکسته‌بود توسط یک کلکسیونر ناشناس به قیمت ۱۰۰٬۰۰۰ دلار خریداری شد. روی بدنهٔ این گیتار امضای او وجود دارد.
در آوریل ۲۰۱۱، هم‌زمان با ۱۷اُمین سال‌مرگ کرت کوبین، تندیس یادبودی با طرح یک گیتار فندر جَگ-استَنگ در یکی از پارک‌های شهر ابردین نصب شد. بخشی از این تندیس، به شکل یک روبان فولادی است که روی آن قسمتی از متن ترانهٔ «بر فراز یک دشت» نیروانا حک شده‌است. این اثر توسط ۲ هنرمند محلی به‌نام کیم و لورا مالاکوف طراحی شده‌است.
در می ۲۰۱۹ ژاکتی که کرت کوبین در آخرین مراسم عکاسی با گروه نیروانا پوشیده بود در حراجی جولین به قیمت ۷۵ هزار دلار فروخته شد.
در ۲۱ جون ۲۰۲۰ گیتاری که کرت کوبین، خواننده گروه نیروانا با آن در کنسرت ام‌تی‌وی نواخته بود، شش میلیون دلار در حراج فروخته شد. صاحب تازهٔ این گیتار اعلام کرده برای این ساز یک تور موسیقی جهانی برپا خواهد کرد و قصد دارد درآمد آن را صرف پشتیبانی از اجراهای هنری کند.